# Países con armas nucleares

Mapa de los estados con armas nucleares en el mundo.
Países con armas nucleares del TNP (China, Francia, Rusia, Reino Unido, Estados Unidos)
Otros países con armas nucleares (India, Pakistán, Corea del Norte)
Otros estados que se cree que tienen armas nucleares (Israel)
Países en la Compartición nuclear de la OTAN (Bélgica, Alemania, Italia, Países Bajos, Turquía) y de la OTSC (Bielorrusia)
Países que alguna vez tuvieron armas nucleares (Kazajistán, Ucrania, Sudáfrica)

Actualmente hay cinco países considerados «Estados nuclearmente armados», un estatus reconocido internacionalmente otorgado por el Tratado de No Proliferación Nuclear (Non-Proliferation Treaty, NPT por sus siglas en inglés); y nueve países han detonado satisfactoriamente armas nucleares. En orden de adquisición de armas nucleares, éstos son: los Estados Unidos de América, la Federación Rusa, el Reino Unido de Gran Bretaña e Irlanda del Norte, la República Francesa y la República Popular China.
Desde que se firmó el tratado, otros tres países no firmantes del mismo han realizado pruebas nucleares: la República de la India, la República Islámica de Pakistán y la República Popular Democrática de Corea. Además, existen suficientes indicios de que el Estado de Israel posee un arsenal de armas nucleares, aunque nunca haya sido confirmado ni desmentido por el propio país. Hubo informes de que más de doscientas armas nucleares podrían formar parte de su letal almacén atómico. Este estatus no está formalmente reconocido por organismos internacionales ya que ninguno de estos cuatro países es actualmente un signatario del Tratado de No Proliferación Nuclear.
La República Islámica de Irán ha estado desarrollando la tecnología de enriquecimiento de uranio y ha sido acusado por las naciones occidentales de hacerlo con fines armamentísticos. La República Islámica insiste que sus intenciones están limitadas a la generación de energía nuclear interna con fines pacíficos, a pesar de que se han detectado trazas de plutonio. Desde el 4 de febrero de 2006, el Organismo Internacional de Energía Atómica suspendió a Irán del Consejo de Seguridad de Naciones Unidas en respuesta a las preocupaciones occidentales sobre sus posibles programas nucleares.

## Reservas mundiales estimadas de armamento nuclear
| País            | Total de ojivas nucleares* | Estratégicas desplegadas / activas | Reserva / mantenimiento | Para desmantelar | Año de la primera prueba | Fecha de los datos |
| --------------- | -------------------------- | ---------------------------------- | ----------------------- | ---------------- | ------------------------ | ------------------ |
| Rusia           | 5580                       | 1549                               | 4380                    | 1200             | 1949 («RDS-1»)           | Enero de 2025      |
| Estados Unidos  | 5225                       | 1419                               | 3748                    | 1477             | 1945 («Prueba Trinity»)  | Enero de 2025      |
| China           | 600                        | 600                                | s/d                     | s/d              | 1964 («596»)             | Enero de 2025      |
| Francia         | 290                        | 290                                | s/d                     | s/d              | 1960 («Gerboise Bleue»)  | Enero de 2025      |
| Reino Unido     | 225                        | 225                                | s/d                     | s/d              | 1952 («Hurricane»)       | Enero de 2025      |
| India           | 172                        | 172                                | s/d                     | s/d              | 1974 («Smiling Buddha»)  | Enero de 2025      |
| Pakistán        | 170                        | 170                                | s/d                     | s/d              | 1998 («Chagai-I»)        | Enero de 2025      |
| Israel          | 0                          | 0                                  | s/d                     | s/d              | (véase Incidente Vela)   | Enero de 2025      |
| Corea del Norte | 50                         | 50                                 | s/d                     | s/d              | 2006                     | Enero de 2025      |

## Los cinco países con armas nucleares del TNP

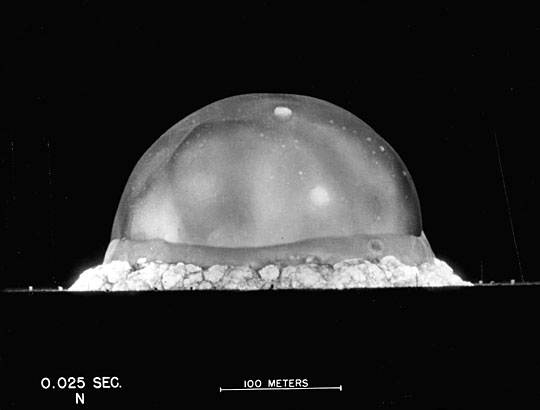
Una fase temprana en la bola de fuego «Trinity», la primera explosión nuclear.

- Rusia es la mayor nación heredera de las armas y de los ejércitos que pertenecieron a la Unión Soviética. La Federación Rusa determinó retomar el control y la posesión de todo el arsenal de armas nucleares, comprándolas o suscribiendo acuerdos con las demás naciones de la disuelta Unión Soviética, logrando reincorporar al menos el 99,92 % de las existencias de ojivas nucleares y vectores de lanzamiento.[cita requerida] En 2012, Rusia dispone de unas cuatro mil  cuatrocientas treinta ojivas nucleares activas (dos mil cuatrocientas treinta estratégicas y dos mil tácticas) más unas cinco mil quinientas almacenadas para desmantelamiento, lo que totaliza unas  dieciséis mil.[4]

- La  Unión Soviética probó su primera arma nuclear («RDS-1») en 1949, en un intensivo proyecto desarrollado parcialmente mediante espionaje, durante y después de la Segunda Guerra Mundial (véase: Proyecto soviético de la bomba atómica). La motivación directa para el desarrollo de sus armas fue el obtener un equilibrio de poderes durante la Guerra Fría. Probó una primitiva bomba de hidrógeno en 1953 («Joe 4») y una del orden del megatón en 1955 («RDS-37»). La Unión Soviética también probó el explosivo más fuerte jamás detonado por los humanos, («Bomba Tsar»), que tenía una energía de cien megatones, pero fue intencionadamente reducido a cincuenta. Llegó a operar unas  cuarenta y cinco mil armas nucleares durante la Guerra Fría. Después de su disolución en 1991, sus armas entraron en posesión de Rusia, Ucrania, Kazajistán y Bielorrusia.

- Estados Unidos desarrolló las primeras armas atómicas durante la Segunda Guerra Mundial en cooperación con el Reino Unido y Canadá. Probó su primera bomba atómica en 1945 («Prueba Trinity») y permanece como el único país en haber usado armas nucleares contra otro país, durante los bombardeos atómicos sobre Hiroshima y Nagasaki (véase: Proyecto Manhattan). Fue el primer país en desarrollar la bomba de hidrógeno, probándola en 1952 («Ivy Mike») y probando una versión desplegable en 1954 («Castle Bravo»). Durante la Guerra Fría, llegó a poseer unas treinta y cinco mil armas atómicas. Para el año 2012 los Estados Unidos disponían de unas dos mil ciento cincuenta ojivas nucleares activas ( mil novecientos cincuenta estratégicas y doscientas tácticas) más otras dos mil ochocientas en reserva y unas tres mil almacenadas para desmantelamiento, para un total de aproximadamente ocho mil.[5]

Las armas nucleares producidas en los Estados Unidos se despliegan mediante la compartición nuclear en Italia, Alemania, Bélgica, Países Bajos y Turquía.
- El Reino Unido probó su primera arma nuclear («Hurricane») en 1952, utilizando gran parte de los datos obtenidos mientras colaboraba con Estados Unidos en el Proyecto Manhattan. Su programa fue motivado para tener una fuerza disuasiva independiente contra la URSS y permanecer relevante en la Europa de la Guerra Fría. Probó su primera bomba de hidrógeno en 1957. Mantiene el sistema nuclear Trident en submarinos nucleares de la clase Vanguard equipada con algo menos de ciento sesenta ojivas nucleares activas, sobre un total de  doscientos veinticinco.[7]

- Francia probó su primera arma nuclear en 1960 («Gerboise Bleue»), basada en su mayor parte en sus propias investigaciones y la experiencia de los científicos franceses que habían trabajado en el Proyecto Manhattan, concretamente Louis de Broglie, Pierre Auger y Frédéric Joliot. Fue motivado por la voluntad de independencia mano a mano que los Estados Unidos confirmaron con la pérdida de conexión de Francia con la OTAN y como forma de disuasión independiente contra la URSS. Fue también relevante para mantener un estatus de gran potencia, junto con el Reino Unido, durante la Guerra Fría poscolonial (véase: Force de frappe). Francia probó su primera bomba de hidrógeno en 1968 («Opération Canopus»). Después de la Guerra Fría, Francia ha desarmado ciento setenta y cinco ojivas nucleares con la reducción y modernización de su arsenal que ahora ha evolucionado en un sistema dual basado en submarinos con misiles balísticos (SSBN) y misiles aire-tierra de medio alcance (bombarderos Rafale). Sin embargo, nuevas armas nucleares están en desarrollo y nuevos escuadrones nucleares fueron entrenados durante la Operación Enduring Freedom (libertad duradera) en Afganistán. En enero de 2006, el presidente Jacques Chirac afirmó oficialmente que un ataque terrorista o el uso de armas de destrucción masiva contra Francia resultaría en un contraataque nuclear.[8] El Charles de Gaulle es actualmente el último portaaviones con armas nucleares desplegado en un país. En 2008, el presidente Nicolás Sarkozy anunció que Francia disponía de trescientas armas nucleares en total, de las que doscientas cuarenta serían estratégicas y sesenta tácticas.[9]

- China probó su primera arma nuclear en 1964. China fue el primer país asiático en desarrollar y probar un arma nuclear. El arma fue desarrollada como un elemento disuasorio contra los Estados Unidos y la Unión Soviética. Probó su primera bomba de hidrógeno en 1967 en Lop Nor. Se estima que en 2011 disponían de unas doscientas cuarenta ojivas nucleares, de las que aproximadamente ciento setenta y ocho se encontrarían activas.[10]

## Otros países con armas nucleares
- Corea del Norte era un país miembro del Tratado de No Proliferación Nuclear, pero anunció su renuncia el 10 de enero de 2003 y lo hizo formalmente en abril de ese año. En febrero de 2005 sostuvieron tener armas nucleares funcionales, a pesar de que la falta de una prueba llevó a muchos expertos a cuestionarse la afirmación. A partir de su producción de material fisible, en estas fechas se le estimaron un máximo de diez ojivas atómicas disponibles.[11] No obstante, en octubre de 2006, Corea del Norte afirmó que debido a una creciente intimidación por parte de los Estados Unidos, realizaría una prueba nuclear para confirmar su estatus nuclear. Corea del Norte informó de una prueba nuclear exitosa el 9 de octubre de 2006. La mayoría de los oficiales de la inteligencia estadounidense creen que Corea del Norte realizó, de hecho, una prueba nuclear debido a los isótopos radiactivos detectados por aviones estadounidenses; sin embargo, la mayoría están de acuerdo en que la prueba fue probablemente sólo parcialmente exitosa, teniendo menos de un kilotón de energía.[12] En abril de 2009, Corea del Norte lanzó un misil sobre el espacio aéreo japonés,[13] y las airadas protestas de Japón, EE. UU., Corea del Sur, así como de los portavoces de la Unión Europea y la OTAN hacen previsible la adopción de nuevas sanciones contra este país.

- India   nunca ha sido un estado miembro del Tratado de No Proliferación Nuclear. Probó un «dispositivo nuclear pacífico» -como fue descrito por su gobierno- en 1974 («Smiling Buddha»), la primera prueba desarrollada después de la creación del NPT, y creó nuevas preguntas acerca de como la tecnología nuclear civil podía ser desviada secretamente para propósitos armamentísticos (tecnología de doble uso). Parece que fue principalmente motivado como disuasión ante sus más potenciales amenazas como China y Pakistán. Probó ojivas nucleares armadas en 1998 («Operation Shakti»), incluyendo un dispositivo termonuclear.[14] En julio de 2005, fue oficialmente reconocido por los Estados Unidos como «un estado responsable con tecnología nuclear avanzada» y se acordó una completa cooperación nuclear entre las dos naciones.[15] Esto está visto como una entrada tácita en el club nuclear de los países de encima. En marzo de 2006, un acuerdo de cooperación nuclear civil fue firmado entre el presidente George W. Bush y el primer ministro Manmohan Singh. Este acuerdo, ratificado por el Congreso de los Estados Unidos y el Senado de los Estados Unidos en diciembre de 2006 allanaría el camino para los Estados Unidos y otros miembros del Nuclear Suppliers Group para vender tecnología nuclear civil a India. En 2010 se estimaba que India disponía de sesenta a ochenta armas nucleares.[16]

- Pakistán no es un país miembro del Tratado de No Proliferación Nuclear. Pakistán desarrolló secretamente armas nucleares durante varias décadas, comenzando a finales de la década de 1970. Pakistán profundizó en la energía nuclear después del establecimiento de su primera planta de energía nuclear cerca de Karachi con material suministrado principalmente por países occidentales a principios de los años 1970. Después de la detonación de una bomba nuclear por India, el país comenzó su propio programa de desarrollo de armas nucleares y estableció instalaciones nucleares secretas -la mayoría subterráneas- cerca de la capital Islamabad. Se cree que Pakistán ya tenía capacidad de producir armas nucleares a finales de los años ochenta. Sin embargo, esto permaneció como una especulación hasta 1998 cuando Pakistán realizó su primera prueba nuclear en las colinas de Chagai, en respuesta a las pruebas nucleares realizadas por India unos pocos días antes. En 2011 se estimó que Pakistán posee entre noventa y ciento diez armas nucleares.[17]

## Países que no confirman ni niegan tener armas nucleares
Países que no confirman ni rehúsan la posesión de armas nucleares:
- Israel no es un país miembro del Tratado de No Proliferación Nuclear y rehúsa confirmar oficialmente o negar la posesión de arsenal nuclear, o de haber desarrollado armas nucleares o incluso tener un programa de armas nucleares. Aunque Israel afirma que el Centro de Investigación Nuclear del Néguev cerca de Dimona es un «reactor para investigaciones», ningún informe científico basado en el trabajo hecho allí ha sido publicado. Amplia información sobre el programa en Dimona fue también revelado por el técnico Mordejái Vanunu en 1986. Analistas de imágenes pueden identificar búnkers de armas, lanzadores de misiles móviles y lugares de lanzamiento en fotos de satélites. Según el Organismo Internacional de Energía Atómica se cree que posee armas nucleares. Se sospecha que Israel ha probado un arma nuclear junto con Sudáfrica en 1979, pero esto nunca ha sido confirmado (véase Incidente Vela). Según el Natural Resources Defense Council y la Federation of American Scientists, Israel posee entre doscientas y quinientas armas nucleares.[18]

## Autoridad final que ordena el lanzamiento
La decisión final de utilizar armas nucleares siempre está restringida a una sola persona o a un pequeño grupo de personas. Estados Unidos y Francia exigen a sus respectivos presidentes que aprueben el lanzamiento de armas nucleares. En los EE. UU., el maletín de emergencia presidencial siempre lo maneja un asistente cercano, a menos que el presidente esté cerca de un centro de mando de una base militar. En el Reino Unido la decisión recae en el Primer ministro. En el caso de China no existe información oficial, pero "se cree básicamente que el lanzamiento de armas nucleares recae en la Comisión Militar Central del Partido Comunista Chino". Rusia otorga tal poder al Presidente pero también puede requerir la aprobación del ministro de Defensa y del Jefe del Estado Mayor; las armas también se pueden lanzar utilizando el sistema automatizado Dead Hand. En Corea del Norte tiene la autoridad el Comandante Supremo de las Fuerzas Armadas. India, Pakistán e Israel tienen comités para tal decisión.
| Nación          | Autoridad                                 | Notas |
| --------------- | ----------------------------------------- | --- |
| China           | Comisión Militar Central                  | El presidente de la Comisión Militar Central es el Comandante Militar Supremo del Partido Comunista Chino. |
| Corea del Norte | Comandante Supremo de las Fuerzas Armadas | El comandante supremo es también el presidente de la Comisión Militar Central.                             |
| Estados Unidos  | Presidente de Estados Unidos              | Maletín Presidencial de Emergencia.                                                                        |
| Francia         | Presidente de Francia                     | [ 19 ] [ 20 ]                                                                                              |
| India           | Primer ministro de India                  | La autoridad del Consejo Nuclear incluye a un consejo ejecutivo y un consejo político.                     |
| Israel          | Primer ministro de Israel                 | Requiere acuerdo del ministro de Defensa y del jefe del estado mayor.                                      |
| Pakistán        | Autoridad del Consejo Nacional            | Requiere el consenso de los miembros del Consejo.                                                          |
| Reino Unido     | Parlamento Británico                      | El primer ministro del Reino Unido ejerce la prerrogativa real de dirigir la fuerza de defensa..           |
| Rusia           | Presidente de Rusia                       | También podrán entregarse maletines al ministro de Defensa y al Jefe del Estado Mayor.                     |

## Despliegue de armas nucleares en otros territorios
Bajo el intercambio de armas nucleares de la OTAN , Estados Unidos ha proporcionado armas nucleares para que Bélgica, Alemania, Italia, los Países Bajos y Turquía las desplieguen y almacenen. Esto involucra a pilotos y otro personal de los estados "no nucleares" de la OTAN que entrenan, manejan y lanzan las bombas nucleares estadounidenses, y adaptan aviones de combate no estadounidenses para lanzar bombas nucleares de este país. Sin embargo, dado que todas las armas nucleares de EE. UU. están protegidas con códigos de seguridad nuclear (Permisive Action Links en inglés), los estados anfitriones no pueden armar fácilmente las bombas sin estos códigos de autorización del Departamento de Defensa de EE. UU . El expresidente de Italia Francesco Cossiga admitió conocer la existencia de armas nucleares estadounidenses en territorio Italiano. Las armas nucleares estadounidenses también se desplegaron en Canadá y Grecia entre 1963 y 1984. Sin embargo, Canadá retiró tres de los cuatro sistemas de armas con capacidad nuclear en 1972. El único sistema retenido, el AIR-2 Genie , tenía un rendimiento de 1,5 kilotones, y fue diseñado para atacar aviones enemigos en lugar de objetivos terrestres, y podría no haber sido considerado como un arma de destrucción masiva dado su rendimiento limitado.
Los miembros del Movimiento de Países No Alineados han pedido a todas las naciones que "se abstengan de compartir armas nucleares con fines militares bajo cualquier tipo de acuerdo de seguridad". El Instituto de Estudios Estratégicos de Islamabad (ISSI) ha criticado el acuerdo por presuntamente violar los artículos I y II del Tratado de No Proliferación Nuclear, argumentando que "estos artículos no permiten que el NWS delegue el control de sus armas nucleares directa o indirectamente a otros". La OTAN ha argumentado que el intercambio de armas cumple con el TNP porque "las armas nucleares estadounidenses con base en Europa están en posesión exclusiva y bajo la custodia y el control constantes y completos de los Estados Unidos".
En abril de 2019, Estados Unidos mantenía alrededor de 150 armas nucleares en Europa, como se refleja en la tabla adjunta.
| País         | Base aérea    | Custodio                  | Número de misiles |
| ------------ | ------------- | ------------------------- | ----------------- |
| Turquía      | Incirlik      | 39.º batallón aéreo       | 50                |
| Italia       | Aviano        | 31.er batallón de combate | 40                |
| Italia       | Torre Ghedi   | 52.º batallón de combate  | 40                |
| Alemania     | Büchel        | 52.º batallón de combate  | 20                |
| Países Bajos | Volkel        | 52.º batallón de combate  | 20                |
| Bélgica      | Kleine Brogel | 52.º batallón de combate  | 20                |
| Total        | Total         | Total                     | 150               |

## Países sospechosos de tener programas nucleares secretos
La cuestión de si países individuales sin armas nucleares están intentando desarrollarlas es a menudo un tema controvertido. Las acusaciones de programas nucleares clandestinos son con frecuencia desmentidas con vehemencia y pueden ser motivadas políticamente o simplemente erróneas. Más abajo hay países que han sido acusados por varios gobiernos y agencias intergubernamentales como que actualmente intentan desarrollar tecnología nuclear, aunque no sean todavía sospechosos de haberlo conseguido.
- Arabia Saudita - En 2003, algunos analistas afirmaron que debido al empeoramiento de las relaciones con Estados Unidos, Arabia Saudita estaba siendo obligada a considerar el desarrollo de armas nucleares; sin embargo, hasta ahora han negado que estén haciendo algún intento de producirlas.[32] Se rumorea que Pakistán ha transferido varias armas nucleares a Arabia Saudita, pero esto no está confirmado.[33] En marzo de 2006, la revista alemana Cicero informó que Arabia Saudita había recibido desde 2003 asistencia de Pakistán para adquirir misiles y ojivas nucleares. Fotos de satélite supuestamente revelan una ciudad subterránea y silos nucleares con cohetes Agni-II al sur de la capital Riad.[34] Pakistán ha negado ayudar a Arabia Saudita en cualquier ambición nuclear.[35]

- Armenia - En 2016, durante una conferencia de prensa en el Armenian Media Center, el antiguo primer ministro Hrant Bagratyan afirmó que «Las armas nucleares ya han sido creadas en Armenia. Lo digo como una nota a Azerbaiyán. Tenemos la capacidad de crear armas nucleares. Tenemos armas nucleares». El vicepresidente del Parlamento armenio Eduard Sharmazanov desmintió las declaraciones de Bagratyan afirmando que «Lo que el Sr. Bagratyan dijo es su punto de vista personal, mientras que la posición de las autoridades armenias y la élite política es clara: utilizamos la planta nuclear con fines pacíficos para producir electricidad».[36] Aunque se desconoce si Armenia realmente posee armas nucleares, ciudadanos armenios y georgianos han sido arrestados en la frontera entre ambos países tratando de contrabandear material radioactivo.[37]

- Irán - Firmó el Tratado de No Proliferación Nuclear y afirma que su interés en la tecnología nuclear, incluyendo el enriquecimiento, era para fines civiles únicamente (un derecho garantizado bajo el tratado), pero los países occidentales, principalmente Estados Unidos y el Reino Unido sospechan que esto es un encubrimiento para un programa de armas nucleares, afirmando que Irán tiene poca necesidad de desarrollar energía nuclear nacionalmente y que ha escogido consistentemente opciones nucleares que eran tecnología de doble uso en vez de aquellas que sólo podrían usarse para la generación de energía. [cita requerida] El antiguo ministro de Exteriores iraní Kamal Kharrazi afirmó sobre las aspiraciones nucleares de su país: «Irán desarrollará la capacidad de energía nuclear y esto debe ser reconocido por los tratados».[38] A 4 de febrero de 2006, el Organismo Internacional de Energía Atómica suspendió a Irán del Consejo de Seguridad de Naciones Unidas en respuesta a las preocupaciones de Occidente sobre su posible programa nuclear. El 11 de abril de 2006, el presidente de Irán anunció que el país había enriquecido con éxito por primera vez uranio a niveles para poder ser usado en reactores. El 22 de abril de 2006, el enviado de Irán al organismo de control de la energía nuclear de las Naciones Unidas afirmó que la República Islámica había alcanzado un «acuerdo básico» con el Kremlin para formar una colaboración de enriquecimiento de uranio en territorio ruso.[39] El 14 de julio de 2015, la Alta representante de la Unión Europea Federica Mogherini anunció el acuerdo histórico Joint Comprehensive Plan of Action (JCPOA)[40] comúnmente conocido como acuerdo Programa nuclear Iraní, entre Irán y el grupo P5+1 (Rusia, China, Estados Unidos, Francia, Reino Unido más Alemania) aprobado posteriormente por la ONU de forma unánime el 20 de julio de 2015, teniendo como puntos clave por parte de Irán, deshacerse de 98% de su material nuclear, eliminar 2/3 partes de las centrífugas instaladas, la no producción de uranio enriquecido durante los próximos quince años; a cambio del levantamiento de las sanciones contra Irán por su programa nuclear.[41] El Organismo Internacional de Energía Atómica ha declarado que Irán, mantiene su verificación y monitoreo vigente,[42] sin embargo Estados Unidos decidió no certificar el acuerdo por mandato del presidente Donald Trump quién argumenta defectos pese al cumplimiento por parte de Irán lo cual mantiene duras tensiones diplomáticas entre Teherán y Washington.[43]

## Países con capacidad para producir armas nucleares

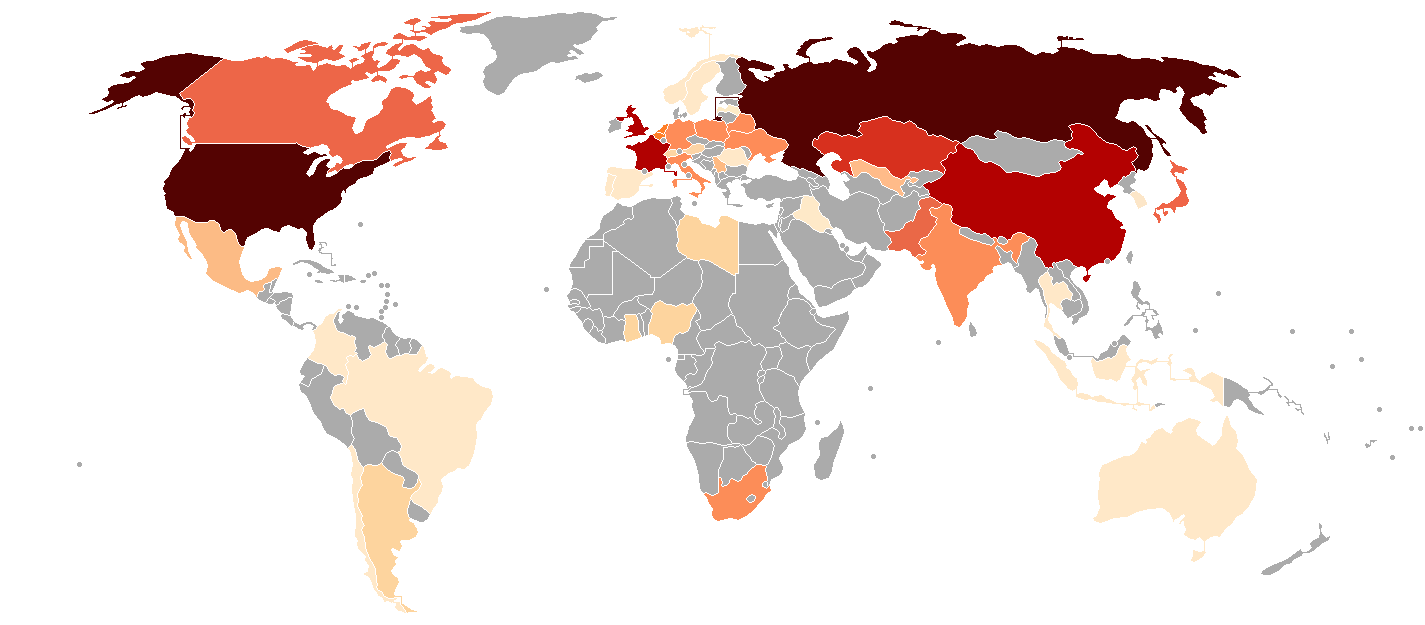
Países del mundo con uranio enriquecido utilizable en armas representado por colores.
Más de 500 000 kg
20 000-500 000 kg
10 000-20 000 kg
1000-10 000 kg
100-1000 kg
10-100 kg
1-10 kg

Hoy en día casi cualquier país industrializado tiene la capacidad técnica para desarrollar un programa de armas nucleares en un período de pocos años si así fuera decidido. Los países con tecnología nuclear considerable e industrias de armas podrían hacerlo en uno o dos años. La siguiente lista menciona los países con proyectos y capacidades técnicas y/o físicas de algunos países para desarrollar un arsenal nuclear. En su mayoría, los países nombrados firmaron el Tratado de No Proliferación Nuclear, se debe tener en cuenta que en tanto la información disponible sobre el asunto es limitada y no representa fielmente la verdad, algunos de los aquí citados no tengan siquiera capacidad de educar científicos en la materia, por lo tanto se recomienda consultar apropiadamente sobre este tema con universidades y entes reconocidos que tengan aval sobre el respecto, ya que muchas de estas naciones sólo algunas poseen lo necesario, más no lo suficiente para desarrollar alguna capacidad nuclear significativa a futuro.
- Alemania - Aunque Alemania es un signatario del Tratado de No Proliferación Nuclear, tiene los medios para equiparse rápidamente con armas nucleares. Tiene una industria nuclear avanzada capaz de fabricar reactores, uranio enriquecido, fabricación de combustible y reprocesado de combustible y opera diecinueve reactores de energía produciendo una tercera parte de su necesidades eléctricas totales. Números considerables de armas nucleares han sido destinados a Alemania del Este y Alemania del Oeste durante la Guerra Fría, comenzando en 1955. Bajo el esquema de compartición nuclear, los soldados de la antigua Alemania Occidental en teoría deberían haber sido autorizados para usar armas nucleares proporcionadas por los Estados Unidos en caso de un ataque masivo al Pacto de Varsovia. Varias docenas de estas armas supuestamente permanecen en bases de Alemania occidental. Desde 1998, Alemania ha adoptado una política de eliminar la energía nuclear, aunque poco progreso se ha hecho.[44] El 26 de enero de 2006, el antiguo ministro de defensa, Rupert Scholz, dijo que Alemania podría necesitar construir sus propias armas nucleares para contrarrestar amenazas terroristas.[45]

- Argentina - Argentina creó su Comisión Nacional de Energía Atómica (CNEA) en 1950 para desarrollar y controlar la energía nuclear para fines pacíficos en el país pero realizó un programa de investigación de armas nucleares bajo el régimen militar de 1976, en el tiempo cuando había firmado, pero no ratificado, el Tratado de Tlatelolco. Este programa fue abandonado después de la democratización de 1983.[46] Sin embargo, informes no oficiales y la inteligencia estadounidense postulan que la República Argentina continuó algún tipo de programa de armas nucleares durante los años 1980,[47] principalmente por su rivalidad con Brasil.[48] A principios de los años 1990, Argentina y Brasil establecieron una agencia de inspección bilateral para verificar las promesas de ambos países de usar energía nuclear sólo para propósitos pacíficos y el 10 de febrero de 1995, Argentina firmó el Tratado de No Proliferación Nuclear. Actualmente está trabajando para implementar la propulsión nuclear en buques de la armada y submarinos: la exministra de defensa Nilda Garre confirmó en 2010 su implementación a corto plazo en un submarino de ataque convencional construido en el país.[49] El reactor sería el Carem, producido por la Invap.[49]

- Canadá - Canadá tiene una base tecnológica nuclear avanzada muy desarrollada, grandes reservas de uranio y comercializa reactores para uso civil. A través de su amplia capacidad de producción y generación de energía nuclear, Canadá tiene la capacidad tecnológica para desarrollar armas nucleares, poseyendo grandes cantidades de plutonio a través de la generación de energía. Canadá podría desarrollar armas nucleares en un período corto de tiempo si así lo decidiera. A pesar de que no existió un programa de armas nucleares, Canadá estuvo técnicamente bien posicionado para proceder con un programa nuclear a principios de 1945 si así lo hubiera decidido.[50] Canadá ha sido un importante colaborador con experiencia y materias primas para el programa estadounidense en el pasado, y ayudó en el Proyecto Manhattan. En 1959, la OTAN propuso que la Royal Canadian Air Force asumiera un rol de ataque nuclear en Europa. Así en 1962 seis escuadrones canadienses CF-104 con base en Europa fueron formados en la RCAF Nuclear Strike Force, armada con bombas nucleares B28 (originalmente Mk 28) bajo el programa de compartición de armas nucleares de la OTAN; la Fuerza fue disuelta en 1972 cuando Canadá optó por el no a los ataques nucleares. En 1963, Canadá aceptó tener cabezas nucleares W-40 estadounidenses en su territorio bajo un control de doble autorización, para usarse en los misiles Bomarc. La fuerza aérea canadiense también mantuvo reservas de cohetes nucleares no guiados aire-aire AIR-2 Genie, como principal arma en tiempo de guerra en el interceptor CF-101 Voodoo, después de 1965. El primer ministro Pierre Trudeau declaró que Canadá sería un país libre de armas nucleares en 1971, y las últimas cabezas nucleares estadounidenses fueron retiradas en 1984. Canadá dio a India su primer reactor para investigaciones, el CIRUS, en 1956 y este reactor fue usado para fabricar el material nuclear usado en el primer dispositivo nuclear de India. Canadá también produce el conocido reactor CANDU y ha vendido la tecnología a varios países, incluyendo China, Corea del Sur, India, Rumanía, Argentina y Pakistán. Sin embargo, no hay una pruebas fehacientes de que los reactores CANDU fueran usados para generar material de grado armamentístico para India o Pakistán. Canadá, no obstante, detuvo el comercio nuclear con esos dos países después de que detonaran sus armas nucleares.

- España - España durante la dictadura franquista creó la Junta de Energía Nuclear y empezó a desarrollar el llamado "Proyecto Islero" para desarrollar el arma nuclear. Llegó a producir 150 kg de plutonio al año al margen de los controles internacionales para el desarrollo de armas nucleares, así como el proyecto del cohete Capricornio. El proyecto estaba tan avanzado que ya se había elegido el Sáhara español como lugar para probar la primera bomba. Ambos proyectos fueron cancelados tras la firma del Tratado de No Proliferación Nuclear en 1987 (debido a la presión internacional), pero los documentos que testificaban el estado del proyecto se mantuvieron en secreto. Aun así hoy en día tiene la capacidad más que suficiente para desarrollar la bomba en un plazo de tiempo relativamente corto, ya que en el país operan 7 reactores nucleares de fisión y es muy dudoso que los avances conseguidos durante la dictadura franquista fueran destruidos (no se debe olvidar que se trataba de un programa nuclear bastante avanzado). Los estudios del 2004 revelan que España tiene la suficiente tecnología y recursos y podría construir armas nucleares o desarrollar un programa nuclear, pudiendo construir varias bombas al año. Posee reservas de uranio y 7 grandes centrales nucleares que produjeron el pasado año la quinta parte de la energía consumida. España posee, además, una fábrica de combustible nuclear de ENUSA en Juzbado (Salamanca) y un centro de almacenamiento de residuos radiactivos de baja y media actividad en El Cabril (Córdoba), en plena Sierra Morena.

- Italia - Italia ha operado un número de reactores nucleares, para energía e investigación. El país fue también una base para el misil Júpiter en los años 1960 y más tarde la variante del misil de crucero Tomahawk lanzado desde tierra y armado nuclearmente durante los años 1980, a pesar de una fuerte protesta pública. Varias cabezas nucleares están aún en el arsenal de la OTAN en Dal Molin, Vicenza (Véneto), en su mayor parte en forma de bombas de avión. Aunque no hay evidencia que sugiera que Italia tenga la intención de desarrollar o desplegar armas nucleares, tiene la capacidad: estimaciones de mediados de los años 1980 muestran que Italia puede comenzar y completar un programa de armas nucleares en un plazo de un año.

- Japón - Japón hace un amplio uso de energía nuclear en reactores nucleares, generando un porcentaje significativo de la electricidad de Japón. Japón tiene la tercera producción de energía nuclear más grande, después de Estados Unidos y Francia, y planea producir más del 40% de la electricidad usando energía nuclear para el 2010. Como producto de la generación de energía se obtienen cantidades significativas de plutonio, y Japón tenía 4,7 t de plutonio en diciembre de 1995. Japón también tiene su propio programa de uranio enriquecido basado en un centifrugador propio, que puede usarse también para crear uranio altamente enriquecido apto para bombas. Expertos consideran que Japón tiene la tecnología, las materias primas y el capital para producir armas nucleares en un período de un año y por esta razón algunos analistas lo consideran un país nuclear de facto. Japón ha reconsiderado discretamente su estatus nuclear por la crisis actual sobre las armas nucleares de Corea del Norte.[51]

- Noruega - Desde los años 1950 ha operado dos reactores científicos en Kjeller y Halden, y no hay actualmente planes para construir nuevos reactores. Según la organización medioambiental Bellona, Noruega exportó material y tecnología para enriquecimiento de plutonio y agua pesada para usarse en reactores de India e Israel durante los años 1960, contribuyendo a su ambiciones nucleares.[52] Se estima que Noruega puede completar un programa de armas nucleares en un año con fondos suficientes, pero la oposición pública a las armas nucleares es considerable.

- Países Bajos - Opera un reactor nuclear en Borsele, que produce 452 MW y satisface el 5% de sus necesidades eléctricas. También tiene una instalación de investigación avanzada nuclear e isótopos médicos en Petten. Varias empresas holandesas son participantes clave del consorcio tri-nacional Urenco de enriquecimiento de uranio. Por el 2000 los Países Bajos tenían alrededor de 2 toneladas de plutonio para reactor. Aunque la capacidad existe, no hay evidencia de la producción de armas nucleares en los Países Bajos. También, en vista a la feroz oposición contra el despliegue de armas nucleares en los años 1980, es muy poco probable de que un programa de este tipo exista en el futuro.

## Países que antiguamente poseyeron programas armamentísticos nucleares
Estos son países que se sabe que iniciaron serios programas de armas nucleares, con distintos grados de éxito.
- Alemania Nazi - Durante la Segunda Guerra Mundial, la Alemania nazi investigó las posibilidades de desarrollar un arma nuclear; sin embargo, por múltiples razones susceptibles de ser polémicas, el proyecto no vio la luz al final de la guerra. El sitio de la investigación fue saboteado por espías británicos y guerrilleros noruegos que retardaron el proyecto (véase: Batalla del agua pesada). El historiador Rainer Karlsch, en su libro de 2005 Hitler's Bombe, sugirió que los nazis podrían haber probado una especie de «bomba atómica» en Turingia en el último año de la guerra; quizá solo fuera una bomba radiológica (más que una de fisión), aunque pocas evidencias fiables de esto han salido a la superficie. Algunos de los científicos alemanes involucrados también afirmaron haber saboteado o informado falsamente de fallos debido al desacuerdo moral personal con el desarrollo de bombas nucleares.

- Argentina - Creó su Comisión Nacional de Energía Atómica (CNEA) en 1950 para desarrollar y controlar la energía nuclear para fines pacíficos en el país pero realizó un programa de investigación de armas nucleares bajo el régimen militar de 1976, en el tiempo cuando había firmado, pero no ratificado, el Tratado de Tlatelolco. Este programa fue abandonado después de la democratización de 1983.[46] Sin embargo, informes no oficiales y la inteligencia estadounidense postulan que la República Argentina continuó algún tipo de programa de armas nucleares durante la década de 1980,[47] principalmente por su rivalidad con Brasil.[48] A principios de los años 1990, Argentina y Brasil establecieron una agencia de inspección bilateral para verificar las promesas de ambos países de usar energía nuclear sólo para propósitos pacíficos y el 10 de febrero de 1995, Argentina firmó el Tratado de No Proliferación Nuclear. Actualmente está trabajando para implementar la propulsión nuclear en buques de la armada y submarinos: la exministra de defensa Nilda Garré confirmó en 2010 su implementación a corto plazo en un submarino de ataque convencional construido en el país.[49] El reactor sería el Carem, producido por Invap.[49]

- Australia - Después de la Segunda Guerra Mundial, la política de defensa australiana inició el desarrollo de armas nucleares junto con el Reino Unido. Australia suministraba uranio, tierra para las pruebas de armas y cohetes y experiencia científica y de ingeniería. Canberra también estaba muy involucrada en el programa de misiles balísticos Blue Streak. En 1955, fue firmado un contrato con una empresa británica para construir el High Flux Australian Reactor (HIFAR). HIFAR fue considerado el primer paso hacia la construcción de posteriores reactores más grandes capaces de producir volúmenes considerables de plutonio para armas nucleares. Sin embargo, las ambiciones nucleares de Australia fueron abandonadas durante los años 1960, y el país firmó el Tratado de No Proliferación Nuclear en 1970 (ratificado en 1973).[53]

- Bielorrusia - Bielorrusia pasó a tener ochenta y un ojivas nucleares. Fueron transferidas a Rusia en 1996. Bielorrusia firmó el Tratado de No Proliferación Nuclear.[54]

- Brasil - El régimen militar condujo un programa de investigación de armas nucleares (nombre en clave «Solimões») para adquirir armas nucleares en 1978, a pesar de haber ratificado el Tratado de Tlatelolco en 1968. Cuando un gobierno democrático llegó al poder en 1985, el programa fue suspendido.[55] El 13 de julio de 1998 el presidente Fernando Henrique Cardoso firmó y ratificó el Tratado de No Proliferación Nuclear y el Tratado de Prohibición Completa de los Ensayos Nucleares, negando que Brasil hubiera desarrollado armas nucleares.[56] Actualmente en Brasil se construyen submarinos de la Clase Riachuelo, que será la base para el primer submarino nuclear del país, el SN-10 Álvaro Alberto, que debería ser lanzado al mar hacia el 2030. El SN-10 tendrá un diámetro de 9,8 metros y una longitud de 100 metros, con una  capacidad de desplazamiento de unas 6.000 toneladas albergará un reactor nuclear tipo PWR de 48 MW (64,000 hp) de tipo agua a presión.[57]

- Corea del Sur - Corea del Sur (o República de Corea) comenzó un programa de armas nucleares a principios de la década de 1970, que se creía abandonado después de firmar el Tratado de No Proliferación Nuclear en 1975. Sin embargo, ha habido alegaciones de que el proyecto puede haber continuado después de esta fecha por el gobierno militar.[58] A finales de 2004, el gobierno de Corea del Sur reveló a la OIEA que científicos en su territorio habían extraído plutonio en 1982 y uranio enriquecido en un grado cercano al de las armas en 2000.

- Egipto - Tuvo un programa de investigación de armas nucleares entre 1954 y 1967. Egipto firmó el Tratado de No Proliferación Nuclear.[59]

- España - El gobierno de Francisco Franco quería lanzar un programa de armamento nuclear para dotar a España de bombas atómicas (véase Proyecto Islero) para «reforzar su posición internacional y convertirse en una potencia armamentística». Un informe del gabinete de inteligencia de Estados Unidos fechado el 17 de mayo de 1974 fue desclasificado y la información de la CIA aseguraba que «el gobierno de Franco tenía en proyecto y desarrollo un extenso y ambicioso plan nuclear que merecía la atención y vigilancia de los Estados Unidos». Entre los planes de Franco se incluía la construcción de una central para enriquecimiento de uranio «cuya construcción dependía de una combinación de circunstancias incluyendo la política del gobierno que sucediese la muerte del dictador. El informe secreto afirmaba: «España es uno de los países de Europa merecedores de atención por su posible proliferación de armas nucleares en los próximos años. Tiene reservas propias de uranio de moderado tamaño, un extenso programa de desarrollo nuclear, tres reactores operativos, siete en construcción y otros diecisiete en proyecto. También una planta piloto para enriquecimiento de uranio». Añade el documento que España presidía una lista que incluía a Irán, Egipto, Pakistán, Brasil y la República de Corea, países que necesitaban «al menos una década para desarrollar su programa de armamento nuclear». «Algunos de ellos podría detonar un ingenio experimental antes de ese tiempo quizás considerablemente antes adquiriendo material u obteniendo ayuda extranjera», explicaba la CIA. Destaca, además, que la dictadura franquista no había firmado el Tratado de No Proliferación Nuclear, suscrito por diecinueve países. Los analistas de la agencia estadounidense tenían dudas de que España prosiguiera en su desarrollo nuclear. Hacían depender esta alternativa de los problemas internacionales respecto a Gibraltar y el norte de África (Ceuta y Melilla «y quizás un gobierno post Franco inseguro»).[60][61]
- Irak - Irak ha firmado el Tratado de No Proliferación Nuclear. Tuvo un programa de investigación de armas nucleares durante los años 1970 y 1980. En 1981, Israel destruyó el reactor nuclear iraquí Osiraq. En 1996, Hans Blix de las Naciones Unidas anunció que Irak había desmantelado o destruido toda su capacidad nuclear. En 2003, una coalición multinacional liderada por Estados Unidos invadió Irak, entre otras razones, por su supuesta negativa a cooperar completamente con las inspecciones de las Naciones Unidas. Muchos miembros del Consejo de Seguridad de las Naciones Unidas sospecharon fuertemente de que Iraq tenía alguna forma de programa nuclear. Sin embargo, en 2004 el informe Duelfer concluyó que el programa nuclear de Iraq había terminado en 1991.[62]

- Japón - Japón condujo investigaciones sobre armas nucleares durante la Segunda Guerra Mundial aunque hizo un escaso progreso.[63] Japón firmó el Tratado de No Proliferación Nuclear. A pesar de tener la capacidad tecnológica para desarrollar armas nucleares a corto plazo, no hay evidencia de que lo estén haciendo. Aunque la constitución nipona no prohíbe crear armas nucleares, el país ha sido activo en promover tratados de no proliferación. Existen sospechas de que podría haber armas nucleares en bases estadounidenses de Japón.[64] Japón es también el único país del mundo contra el que las armas nucleares han sido usadas en tiempo de guerra, al ser destruidas las ciudades de Hiroshima y Nagasaki el 6 y el 9 de agosto de 1945, respectivamente.

- Kazajistán - Kazajistán heredó mil cuatrocientas armas nucleares de la Unión Soviética y las transfirió todas a Rusia en 1995. Kazajistán firmó el Tratado de No Proliferación Nuclear.[65]

- Libia - Firmó el Tratado de No Proliferación Nuclear. El 19 de diciembre de 2003, después de la invasión de Irak liderada por Estados Unidos y la intercepción de octubre de 2003 de partes del centrifugador diseñadas en Pakistán y enviadas a Malasia (como parte del círculo de proliferación de Abdul Qadeer Khan), Libia admitió haber tenido un programa de armas nucleares y simultáneamente anunció su intención de finalizarlo y desmantelar todas las armas de destrucción masiva existentes para que posteriormente fuese verificado por inspecciones incondicionales.[66]
- México - En México se inició en junio de 2006 un programa de desarrollo nuclear "proyecto RCMS" con fines pacíficos, este programa traería con inicio la primera detonación nuclear en la historia de México, pero este proyecto fue cancelado porque México forma parte de los países que firmaron el Tratado de No Proliferación Nuclear. Cuenta con grandes yacimientos de uranio como Chiapas, la SEDENA y la SENER que producen alrededor de seis toneladas de plutonio. Anteriormente en 1986, México tenía planeado crear un programa nuclear, pero fue cancelado debido a problemas financieros, ya que supondría una inversión de unos 30 000 millones de dólares. En ese momento México ya gozaba de energía nuclear con la Planta Nuclear Laguna Verde situada en el Estado de Veracruz.

- Polonia - La investigación nuclear comenzó en Polonia a principios de los años sesenta, logrando la primera reacción de fisión nuclear controlada a finales de la misma década. Durante la década de 1970 la investigación resultó en la generación de neutrones de fusión a través de ondas de choque convergentes. En la década de 1980 el programa se concentró en el desarrollo de pequeñas reacciones nucleares y estaba bajo control militar. Actualmente Polonia opera el reactor nuclear para investigaciones MARIA bajo el control del Institute of Atomic Energy, en Swierk cerca de Varsovia. Polonia ha firmado el Tratado de No Proliferación Nuclear y oficialmente no posee armas nucleares.

- Rumania - Firmó el Tratado de No Proliferación Nuclear en 1970. A pesar de esto, bajo la dictadura de Nicolae Ceauşescu en la década de 1980, Rumania tuvo un programa secreto de desarrollo de armas nucleares llamado Programa Danubio que fue interrumpido después de que Ceauşescu fuera derrocado en 1989. Ahora Rumania usa una planta de energía nuclear de dos reactores (con tres más en construcción) construida con ayuda canadiense. También extrae y enriquece su propio uranio para la planta y posee un programa de investigación.[67]

- Sudáfrica - Sudáfrica produjo seis armas nucleares en los años ochenta, pero las desmanteló a principios de los noventa. En 1979 hubo una detección paulatina de una prueba nuclear clandestina en el Océano Índico, y se ha especulado si fue potencialmente una prueba de Sudáfrica, quizá en colaboración con Israel, aunque esto nunca ha sido confirmado (véase Incidente Vela). Sudáfrica firmó el Tratado de No Proliferación Nuclear en 1991.[68]

- Suecia - Durante las décadas de 1950 y 1960 Suecia investigó seriamente sobre armas nucleares con la intención de detonarlas sobre instalaciones costeras de un enemigo invasor (la Unión Soviética). Se hizo un esfuerzo de investigación muy considerable sobre el diseño y la fabricación de armas, permitiéndole tener suficiente conocimiento como para permitir a Suecia fabricar armas nucleares. Una instalación de investigación de armas iba a ser construida en Studsvik. Saab hizo planes para un bombardero nuclear supersónico, el Saab A36.[cita requerida] Sin embargo, Suecia decidió no proseguir un programa de producción de armas y firmó el Tratado de No Proliferación Nuclear.

- Suiza - Entre 1946 y 1969 Suiza desarrolló un programa nuclear secreto que salió a la luz en 1995. Durante 1963 se desarrollaron las bases teóricas con detalladas propuestas técnicas, arsenales específicos y costes aproximados para el armamento nuclear suizo. Este programa fue, sin embargo, abandonado parcialmente por dificultades económicas y por firmar el Tratado de No Proliferación Nuclear el 27 de noviembre de 1969.[69]

- Taiwán - Condujo un programa de investigación de armas nucleares encubierto de 1964 a 1988 cuando fue frenado como resultado de la presión de los Estados Unidos.[70] Taiwán firmó el Tratado de No Proliferación Nuclear en 1968. Según un memorándum anteriormente clasificado de 1974 del Departamento de Defensa de Estados Unidos, el Secretario de Defensa de los Estados Unidos James Schlesinger expresó durante una reunión con el embajador Leonar Unger que las armas nucleares estadounidenses que se hallaban en Taiwán debían ser retiradas.

- Ucrania - Ucrania firmó el Tratado de No Proliferación Nuclear. Ucrania heredó alrededor de cinco mil armas nucleares cuando la Unión Soviética se fragmentó en 1991, siendo su arsenal nuclear el tercero más grande del mundo.[71] Para 1996, Ucrania había desechado voluntariamente todas las armas nucleares dentro de su territorio, transfiriéndolas a la Federación Rusa.[72]

- Venezuela - En el año 1956, bajo el gobierno del general Marcos Pérez Jiménez, se dio inicio al programa de energía nuclear en el marco de un convenio de colaboración con la administración del presidente Eisenhower de Estados Unidos que promocionaba el programa Átomos para la Paz, mediante el cual el gobierno de los Estados Unidos donaría trescientos mil dólares para la construcción de un reactor nuclear para fines de investigación científica, siendo este el primero de América Latina.[73] El entonces gobierno se planteó un ambicioso plan de modernización de las fuerzas armadas, para las cuales se considera, se tenía un correlativo programa atómico con fines militares. Tal programa no vería la luz a causa del derrocamiento del gobierno en 1958.